# Berggasthaus Niedersachsen

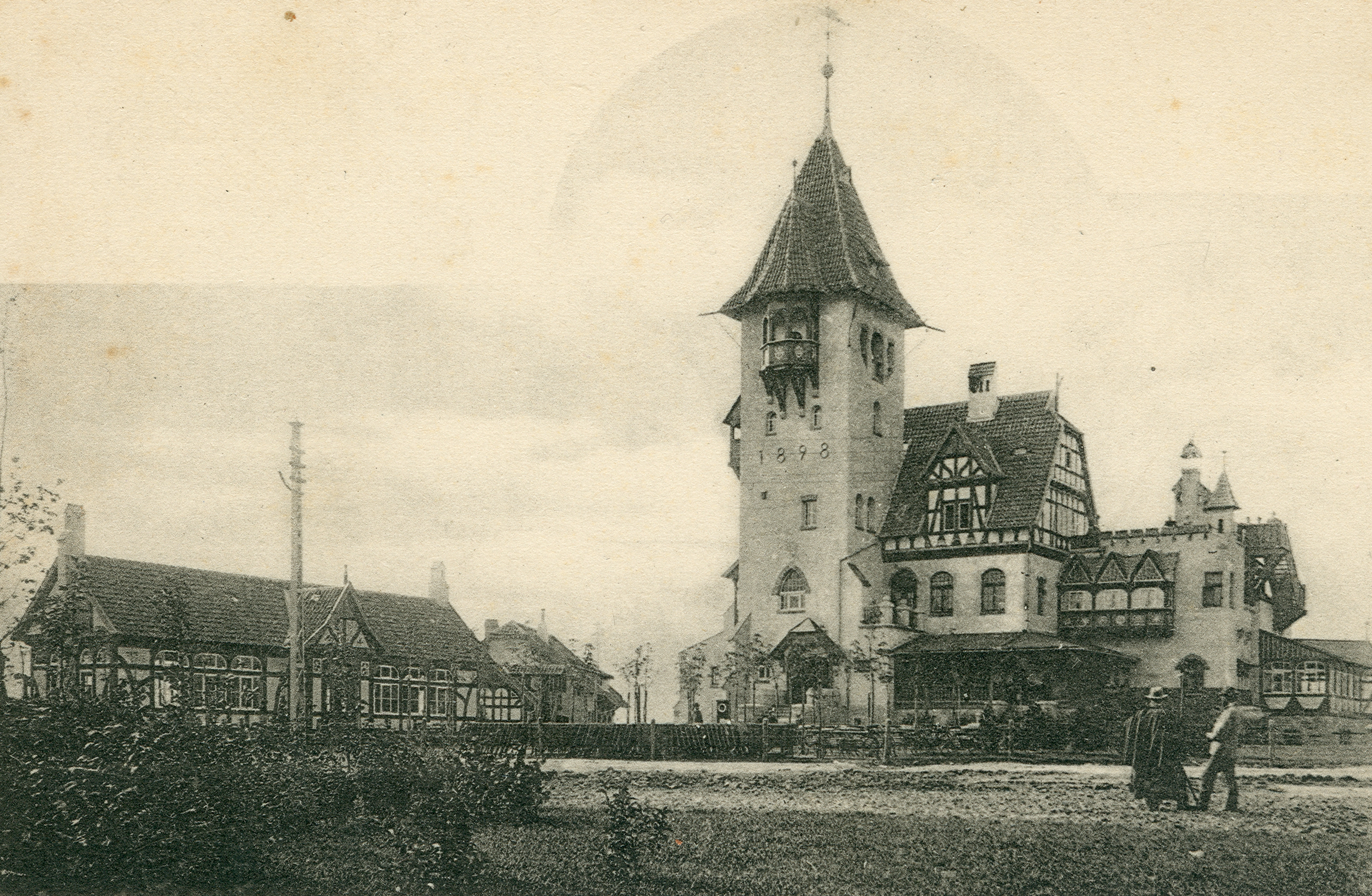
Berggasthaus Niedersachsen mit der Stuhlremise (links), 1898

Das Berggasthaus Niedersachsen auf dem Gehrdener Berg war eine 1898 errichtete Ausflugsgaststätte bei Gehrden in Niedersachsen, die 1955 oder 1959 wegen Bauschäden abgerissen wurde. In der erhalten gebliebenen und denkmalgeschützten Stuhlremise auf dem Gelände besteht heute ein gleichnamiger Gastronomiebetrieb.

## Beschreibung

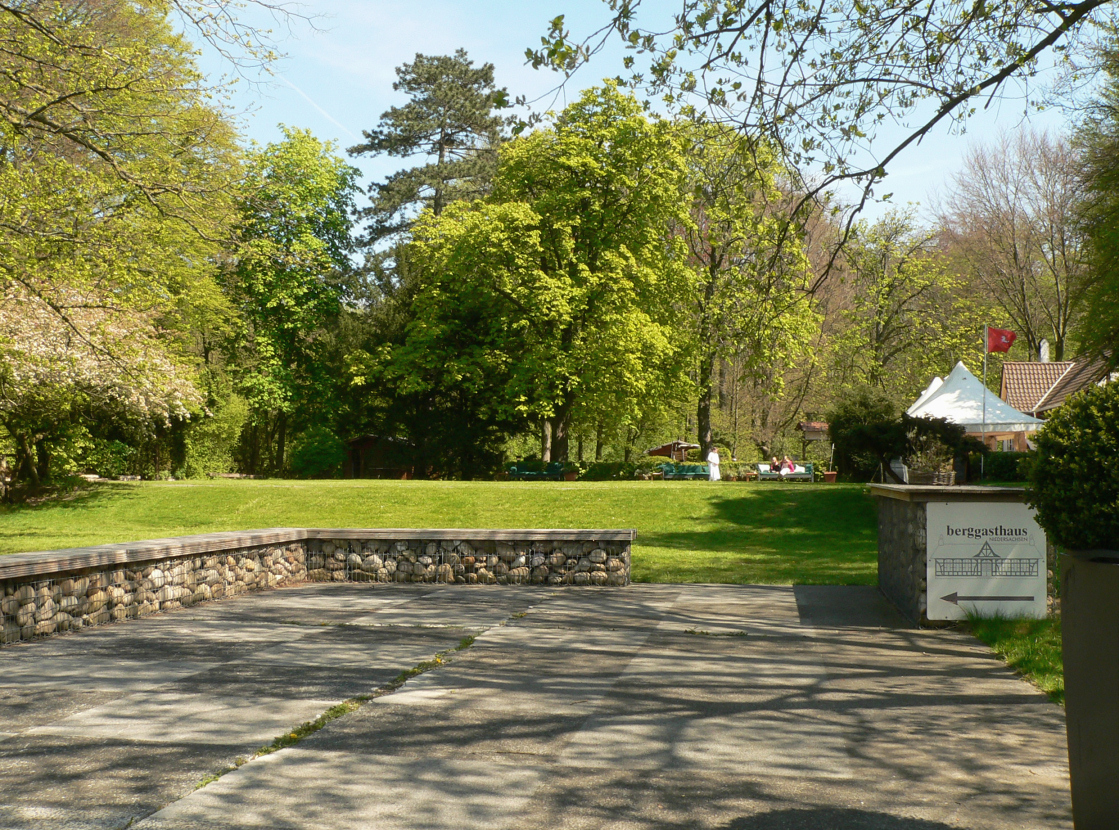
Früherer Standort auf der heutigen Rasenfläche, 2017

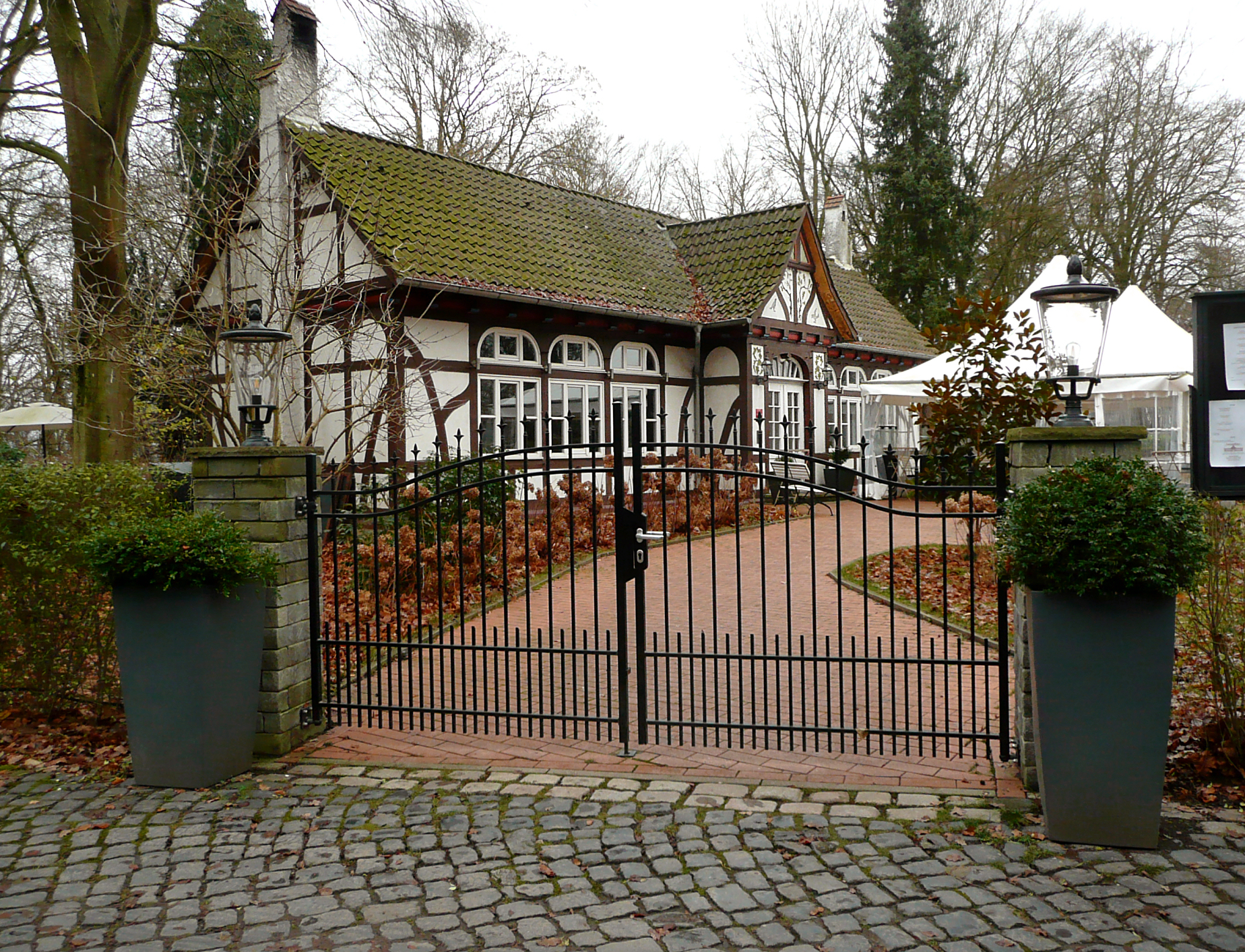
Eingang Berggasthaus Niedersachsen, 2024

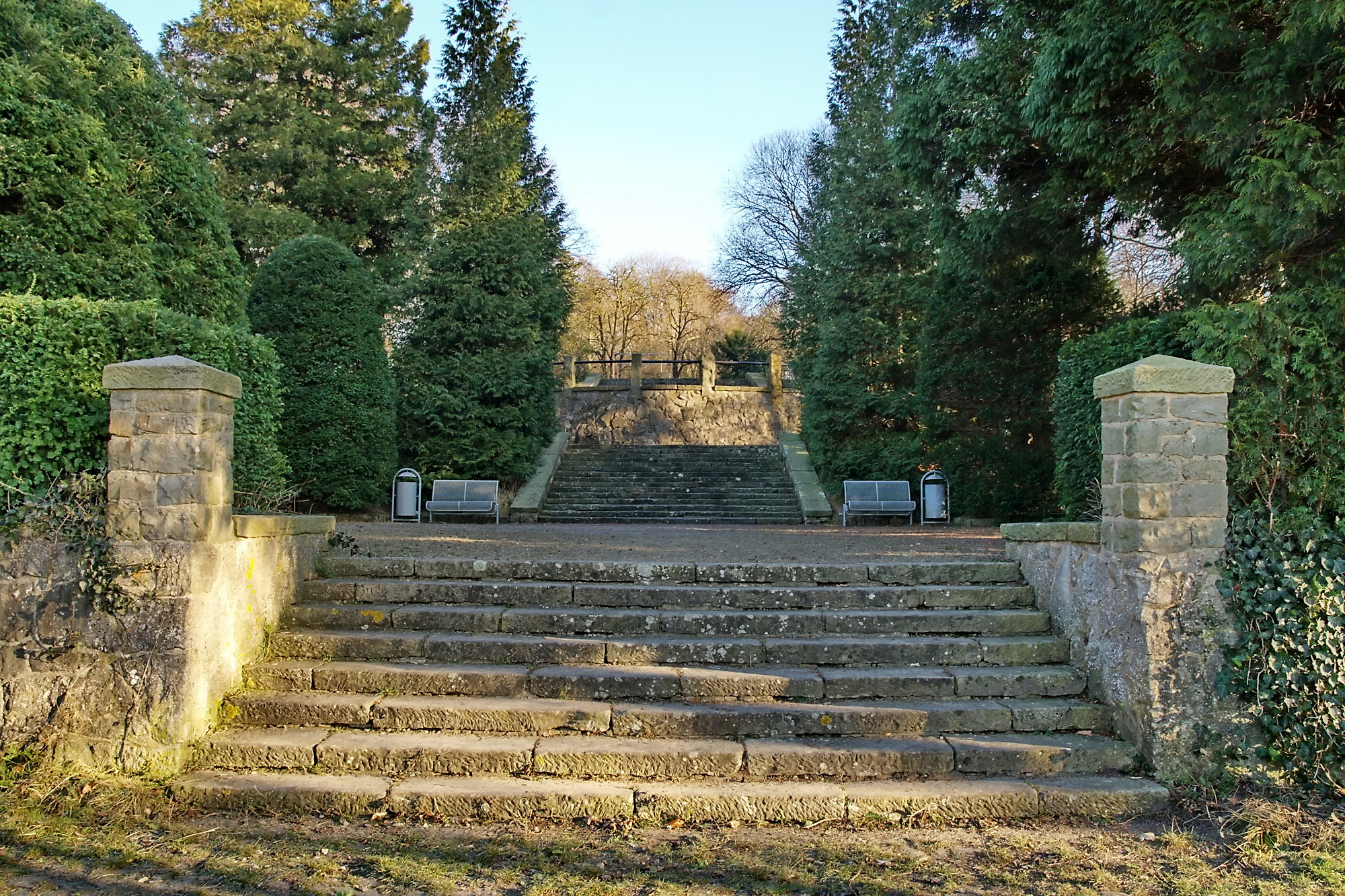
Freitreppe der Trip’schen Parkanlage, die zum Berggasthaus Niedersachsen hoch führte, 2006

Das Berggasthaus Niedersachsen befand sich auf einer 129 m ü. NHN hohen Nebenkuppe des Köthnerberg innerhalb des Höhenzuges Gehrdener Berg. Den Zugang von der Straßenbahnendhaltestelle am Westhang des Köthnerberges ermöglichte eine große Freitreppe, die heute noch vorhanden ist.
Zum Gebäudekomplex des Berggasthauses Niedersachsen gehörten das Hauptgebäude und mehrere Nebengebäude. Das dreistöckige Hauptgebäude war ein kombinierter Massiv- und Fachwerkbau. An den Hauptbau war ein Turm mit Spitzdach angesetzt, bei dem es sich um einen Wasserturm handelte. Auf den einzelnen Etagen des Turms befanden sich Sitzplätze, die eine weite Aussicht über das Land ermöglichten. Das Hauptgebäude hatte ein schlossähnliches Aussehen. Im Gebäudeinneren gab es Säle und große Gaststuben. Zu den Nebengebäuden zählten eine Wartehalle, Wirtschaftsgebäude und Straßenbahnwartehallen.
Erhalten haben sich die frühere Stuhlremise, in der heute ein Gastronomiebetrieb mit dem Namen Berggasthaus Niedersachsen betrieben wird, und das frühere Gärtnerhaus der Parkanlage.

## Geschichte

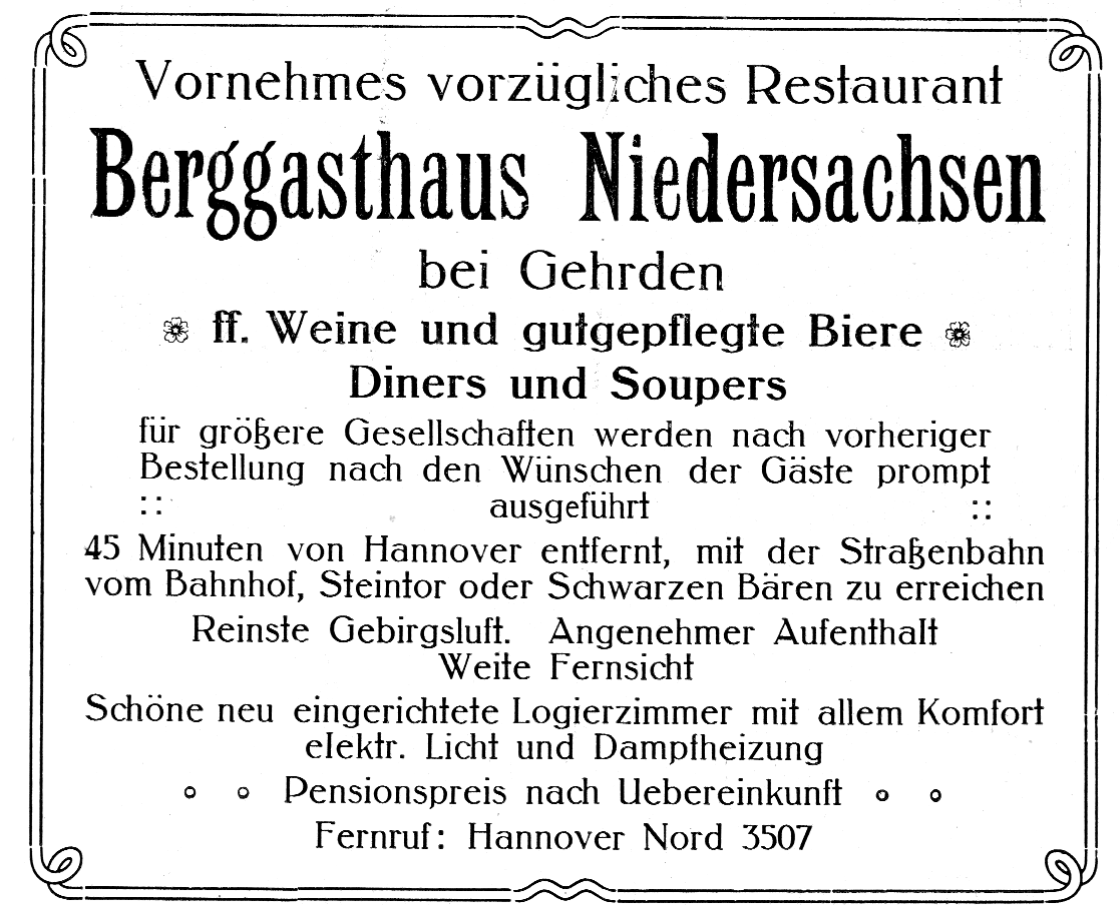
Inserat des Berggasthaus, ca. 1910

Der Gehrdener Berg entwickelte sich Ende des 19. Jahrhunderts zu einem beliebten Ausflugsziel, vor allem für die Bewohner der nahe gelegenen Großstadt Hannover. 1898 wurde das von Emil-Werner Baule  im Auftrag der Hannoverschen Straßenbahn AG erbaute Berggasthaus Niedersachsen fertiggestellt. Eingebettet war die Ausflugsgaststätte in die 14 Hektar große Trip’sche Parkanlage im Stil eines englischen Landschaftsgartens mit einem 2,5 ha großen Barockgarten. Sie wurde von dem hannoverschen Gartenbaudirektor Julius Trip im Auftrag  der Hannoverschen Straßenbahn AG 1898 angelegt. Die noch heute bestehende Parkanlage steht wie die noch erhaltenen Gebäude unter Denkmalschutz.
Das Berggasthaus Niedersachsen war von Hannover aus mit der Straßenbahn zu erreichen. Die Hannoversche Straßenbahn AG hatte 1898 die Verbindung nach Gehrden mit der Linie 10 als eine Überlandstrecke erbaut. Vom Betriebshof in Gehrden führte eine Stichstrecke zur Ausflugsgaststätte auf dem Gehrdener Berg. Sie wurde 1917 stillgelegt, da die Oberleitung für Kriegszwecke benötigt wurde.
Von der Fertigstellung 1898 an bis zum Beginn des Zweiten Weltkriegs 1939 wurde die Ausflugsgaststätte ohne Unterbrechung bewirtschaftet. Sie zählte zu den attraktivsten Ausflugszielen im Umland von Hannover, wie die Benther Berg-Terrassen am Benther Berg. Ab 1939 wurde sie als Lazarett, Ausweichkrankenhaus und Kinderheim genutzt. 1949 kam es zu einer Renovierung und Wiedereröffnung als Gaststätte. Wegen Bauschäden wurde das Hauptgebäude 1955 oder 1959 abgebrochen.